# Yuka Yoshida
Yuka Yoshida (Japans: 吉田友佳, Yoshida Yuka) (Prefectuur Tottori, 1 april 1976) is een tennisspeelster uit Japan.
Zij begon op zevenjarige leeftijd met het spelen van tennis.
Tussen 1998 en 2004 speelde ze 15 maal voor Japan op de Fed Cup.
In 1995 speelde Yoshida haar eerste grandslampartij door op het Australian Open uit te komen in het enkelspel via het kwalificatietoernooi. Later dat jaar kwam ze ook uit in het dubbelspel op Roland Garros.
In 1998 behaalde ze samen met Miho Saeki de vierde ronde van het damesdubbelspeltoernooi van het US Open.
In 2014 werd Yoshida de coach van het Japans Fed Cup-team.